# Muchen
Muchen (in russo Мухен?) è un insediamento di tipo urbano della Russia, situato nel Territorio di Chabarovsk. Si trova nel distretto Rajon imeni Lazo.
La località si trova sulla riva destra del fiume Nemta, 84 km dal centro amministrativo del distretto Perejaslavka.